# Nexum
Nexum ("verbintenis, band" < nectare: "knopen, boeien") was een term in het Romeinse recht. En dit al sinds de zogenaamde Twaalftafelenwet (ca. 451 v.Chr.).
In ruimere zin betekende het elke plechtige per aes et libram ("met brons (d.i. geld) en weegschaal"; zie mancipatio) verrichte handeling. De betekenis en het doel van de handeling werden telkens in de plechtige woorden die haar vergezelden uitgedrukt (nuncupatio).
In engere zin heette nexum de onder deze vorm op zich genomen verplichting (om te betalen) en in nog engere zin een leencontract of een geldschuld die in de vorm van het nexum was overgebracht.
De debitor (debiteur, schuldenaar) werd gezegd nexum inire (een nexum (verplichting) aan te gaan”) of nexum se dare ("zich aan een nexum (verplichting) te wijden"). Het door de debitor beloofde geld heette insgelijks nexum aes of nuncupata pecunia ("plechtig uitgesproken geld(som)").
De gebruikelijke formule van de nuncupatio bij dit nexum was de belofte van de debitor, dat hij zich in geval van niet-vervulling van zijn verplichting tot schuldenaar van de creditor (crediteur, schuldeiser) zou maken, alsof hij door de rechter tot betaling van de schuld was veroordeeld (overeenkomstig het strenge wisselrecht). Hij die zich, na het verstrijken van een bepaalde tijd, ten gevolge van het nexum, in de dienst en de macht van de creditor moest stellen, heette nexus (“gebondene”) of nexu vinctus ("door schuldverbintenis gebonden").
Het nexum had dus wat zijn inhoud en zijn gevolgen betrof dezelfde kracht als een rechterlijk vonnis. De nexus bevond zich feitelijk in slavernij, ofschoon hij rechterlijke vrijheid, het Romeins burgerrecht behield en legerdienst kon blijven verrichten. Zijn toestand was verwant aan die van de addictus ("een als eigendom toegekende").
Daar het nexum voor de arme klassen zeer nadelig en gevaarlijk was, werd het in 326 v.Chr. door de lex Poetelia Papiria de nexis als leencontract afgeschaft, zodat niemand meer door vrijwillig contract in schulddienst kon geraken. Livius zegt hierover: novum initium libertatis plebis Romanae ("een nieuw begin voor de vrijheid van het Romeinse plebs").
In ander gevallen bleef het nexum wel bestaan, doch werd veel zeldzamer toegepast en verdween uiteindelijk in zijn geheel.

## Referentie
- art. nexum, in F. Lübker - trad. ed. J.D. Van Hoëvell, Classisch Woordenboek van Kunsten en Wetenschappen, Rotterdam, 1857, p. 645.